# Алыча 'Июльская Роза'
Алыча 'Июльская Роза' — универсальный сорт гибридного происхождения, раннего срока созревания, частично самоплодный.
Группа гибридов, в которую входит алыча 'Июльская Роза' называется — русская слива (лат. Prunus ×rossica Erem.). Это принципиально новая косточковая культура, созданная в России в XX веке в результате гибридизации алычи и сливы китайской. Сочетает высокую продуктивность и выносливость алычи с крупноплодностью и хорошими вкусовыми качествами. Идею названия «слива русская» предложили американцы после знакомства с алычой гибридной. Алыча входит в род Слива, а большинство её гибридов выведены в России.
Сливы русские регистрируются ФГУ «Государственная комиссия Российской Федерации по испытанию и охране селекционных достижений» под родовым названием Алыча.
Сорт включён в Государственный реестр селекционных достижений в 1999 году по Северо-Кавказскому региону.

## Происхождение
|  |                                                                         |  |  |  |  |  |  |  |  |  |  |  |  |  |  |  |
|  | Слива китайская 'Уссурийская красная 389' (syn.: 'Красная крупная 389') |  |  |  |  |  |  |  |  |  |  |  |  |  |  |  |
|  |                                                                         |  |  |  |  |  |  |  |  |  |  |  |  |  |  |  |
|  |                                                                         |  |  |  |  |  |  |  |  |  |  |  |  |  |  |  |
|  | Слива китайская 'Скороплодная'                                          |  |  |  |  |  |  |  |  |  |  |  |  |  |  |  |
|  |                                                                         |  |  |  |  |  |  |  |  |  |  |  |  |  |  |  |
|  |                                                                         |  |  |  |  |  |  |  |  |  |  |  |  |  |  |  |
|  | Prunus simonii                                                          |  |  |  |  |  |  |  |  |  |  |  |  |  |  |  |
|  |                                                                         |  |  |  |  |  |  |  |  |  |  |  |  |  |  |  |
|  |                                                                         |  |  |  |  |  |  |  |  |  |  |  |  |  |  |  |
|  | Prunus 'Climax' (syn.: Слива 'Клаймекс')                                |  |  |  |  |  |  |  |  |  |  |  |  |  |  |  |
|  |                                                                         |  |  |  |  |  |  |  |  |  |  |  |  |  |  |  |
|  |                                                                         |  |  |  |  |  |  |  |  |  |  |  |  |  |  |  |
|  | Слива китайская (Prunus salicina)                                       |  |  |  |  |  |  |  |  |  |  |  |  |  |  |  |
|  |                                                                         |  |  |  |  |  |  |  |  |  |  |  |  |  |  |  |
|  |                                                                         |  |  |  |  |  |  |  |  |  |  |  |  |  |  |  |
|  | Алыча 'Кубанская Комета'                                                |  |  |  |  |  |  |  |  |  |  |  |  |  |  |  |
|  |                                                                         |  |  |  |  |  |  |  |  |  |  |  |  |  |  |  |
|  |                                                                         |  |  |  |  |  |  |  |  |  |  |  |  |  |  |  |
|  | Алыча 'Пионерка' (сорт выделен среди местных форм алычи Крыма)          |  |  |  |  |  |  |  |  |  |  |  |  |  |  |  |
|  |                                                                         |  |  |  |  |  |  |  |  |  |  |  |  |  |  |  |
|  |                                                                         |  |  |  |  |  |  |  |  |  |  |  |  |  |  |  |
|  | Алыча 'Июльская Роза'                                                   |  |  |  |  |  |  |  |  |  |  |  |  |  |  |  |
|  |                                                                         |  |  |  |  |  |  |  |  |  |  |  |  |  |  |  |
|  |                                                                         |  |  |  |  |  |  |  |  |  |  |  |  |  |  |  |
|  | ?                                                                       |  |  |  |  |  |  |  |  |  |  |  |  |  |  |  |
|  |                                                                         |  |  |  |  |  |  |  |  |  |  |  |  |  |  |  |
|  |                                                                         |  |  |  |  |  |  |  |  |  |  |  |  |  |  |  |

## Биологическое описание
Дерево среднерослое с плоской округлой кроной, средней густоты. Ствол ровный, средней толщины, чечевички средние по размеру. Побеги горизонтально расположенные, маловетвящиеся. Обрастающие веточки короткие, засыхают через 2—3 года.
Цветковые почки маленькие, прижатые, округлые. Из почки развивается два цветка.
Листья крупные, овальные, длина 64 мм, ширина 44 мм, основание дуговидное, верхушка сильно заострённая. Зазубренность края листа двоякогородчатое. Черешок средней длины (16 мм), средней толщины (1,6 мм).
Цветки 18-20 мм, венчик слабо сомкнут. Лепестки белые, мелкие – длина 7 мм, ширина 7,5 мм, округлые, гофрированность средняя, край верхушки волнистый. Тычинок много – более 30 штук, длиной 3-5 мм, слабо изогнутые, пыльники желтые. Столбик пестика длиной 10-11 мм, слабо изогнутый. Рыльце выше пыльников, округлое. Завязь неопушенная. Чашечка колокольчатая. Чашелистики прижаты к лепесткам. Цветоножка средней длины – 10-13 мм, неопушённая, средней толщины.
В плодоношение вступает в возрасте 3—4 года.
Плоды яйцевидные, высота 41 мм, ширина 37 мм, толщина 37 мм, тёмно-красные, массой около 29—32 грамм. Восковой налёт очень слабый. Кожица эластичная, от мякоти отделяется с трудом. Окраска кожицы основная жёлтая, покровная красная с розовым оттенком, сплошная. Мякоть жёлтая, средней плотности, тонко зернисто-волокнистая, малосочная. Сахаристость и кислотность средняя, аромат слабый. Косточка отделяется не полностью. Косточка средняя, длина 19 мм, ширина 13 мм, толщина 8 мм, масса 0,7 г, 2,74% от массы плода. Косточка овальная. Плодоножка средней длины – 12 мм, тонкая – 1,2 мм, неопушённая. 
Плоды используются для употребления в свежем виде. Дегустационная оценка 4,4 балла. Пригодны для консервирования. Оценка консервов: сок с мякотью – 4,0 балла, компот – 4,4 балла, варенье – 4,5 балла.
Плоды содержат на сырой вес: сухих веществ – 9,80%, сахаров – 7,0%, кислот – 2,3%, сахарокислотный индекс 3,0, аскорбиновой кислоты – 6,67 мг/100г.
Цветёт в начале апреля. Созревает очень рано – в конце июня. Плоды созревают неравномерно.

## В культуре
Урожайность высокая и регулярная. Зимостойкость высокая, засухоустойчивость средняя. Устойчив к болезням, в частности к клястероспорозу. Сорт высокоадаптивен.
Сорта русской сливы, выведенные и рекомендованные для выращивания в южной зоне, отличаются от вишни и сливы более длительным периодом активного вегетирования. Из-за затяжного роста побегов осенью к моменту выкопки саженцы плохо вызревают, а зимой чаще повреждаются морозами и иссушаются в прикопе. Поэтому весенняя посадка не всегда бывает удачной.
Посадку осуществляют в яму 60 на 80 см и глубиной 40—50 см, в центре рекомендуется установить кол. Верхний плодородный слой вынутого грунта смешивают с перегноем, добавляют 200 г фосфорных и 60 г калийных удобрений. Калийные удобрения можно заменить древесной золой — 0,5 кг на посадочную яму. Свежий навоз, азотные удобрения и известь в посадочную яму вносить не рекомендуется.
Для средней полосе России рекомендуется кустовая формировка: штамб не больше 20 см, 3—4 побега в качестве скелетных ветвей, каждый из которых формируется отдельно. В более северных регионах, где бывают сильные морозы, но есть снег, можно использовать стелющуюся формировку. Не рекомендуется делать лидерные формировки: штамбы будут мёрзнуть. В средней полосе и северных регионах, в отличие от южных, нельзя оставлять редкую крону: чем гуще крона, тем меньше дерево подмерзает. К тому же редкая крона страдает от солнечных ожогов. Формирующую обрезку слишком длинных молодых побегов рекомендуется производить летом. Нужно поймать момент, когда рост побегов только-только прекратился, и укоротить их на 20 сантиметров. Омолаживающая обрезка производится на 8—10-й год роста. Техника омоложения такая же, как и для других плодовых культур.
Хорошо размножается черенкованием зелёных и одревесневших побегов. Плодоношение корнесобственных растений не отличается от привитых на сеянцы алычи. Обычно сорта алычи формируют по типу чашевидной кроны. Хорошие результаты показал опыт формовки типов "живая изгородь", "плоская ромбическая" и "свободная татура".